# Leucocarbo

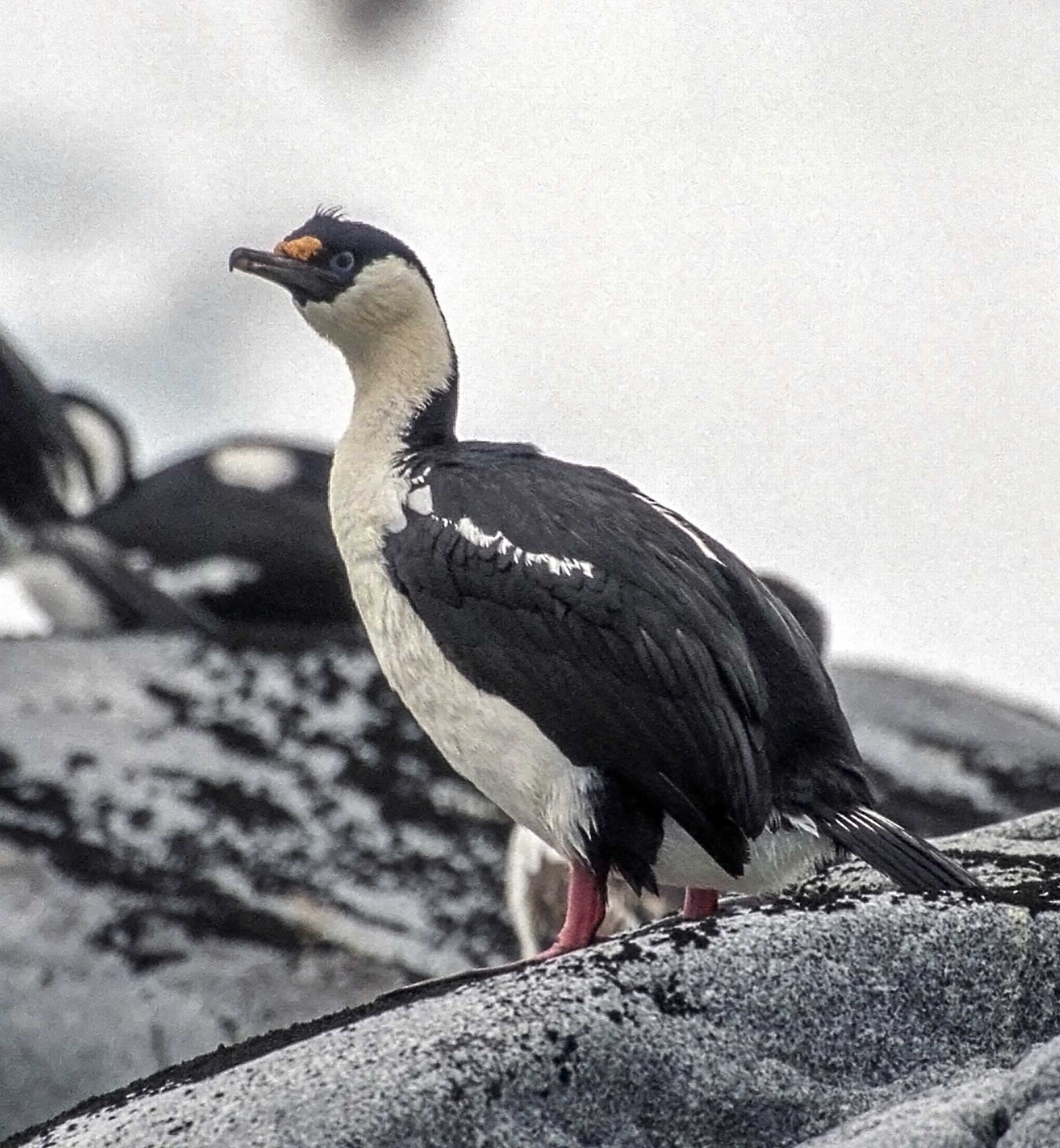
Leucocarbo bransfieldensis

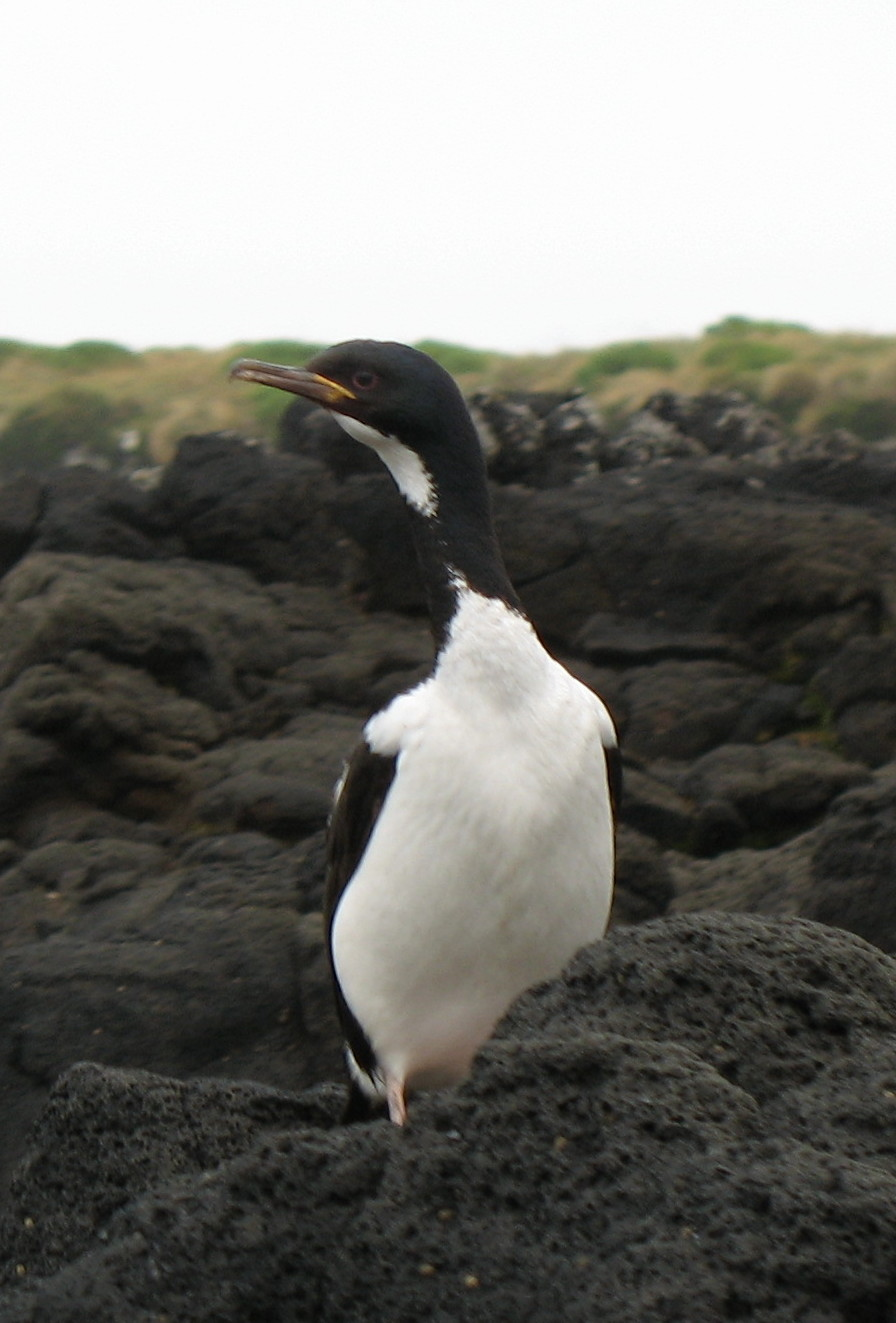
Leucocarbo campbelli

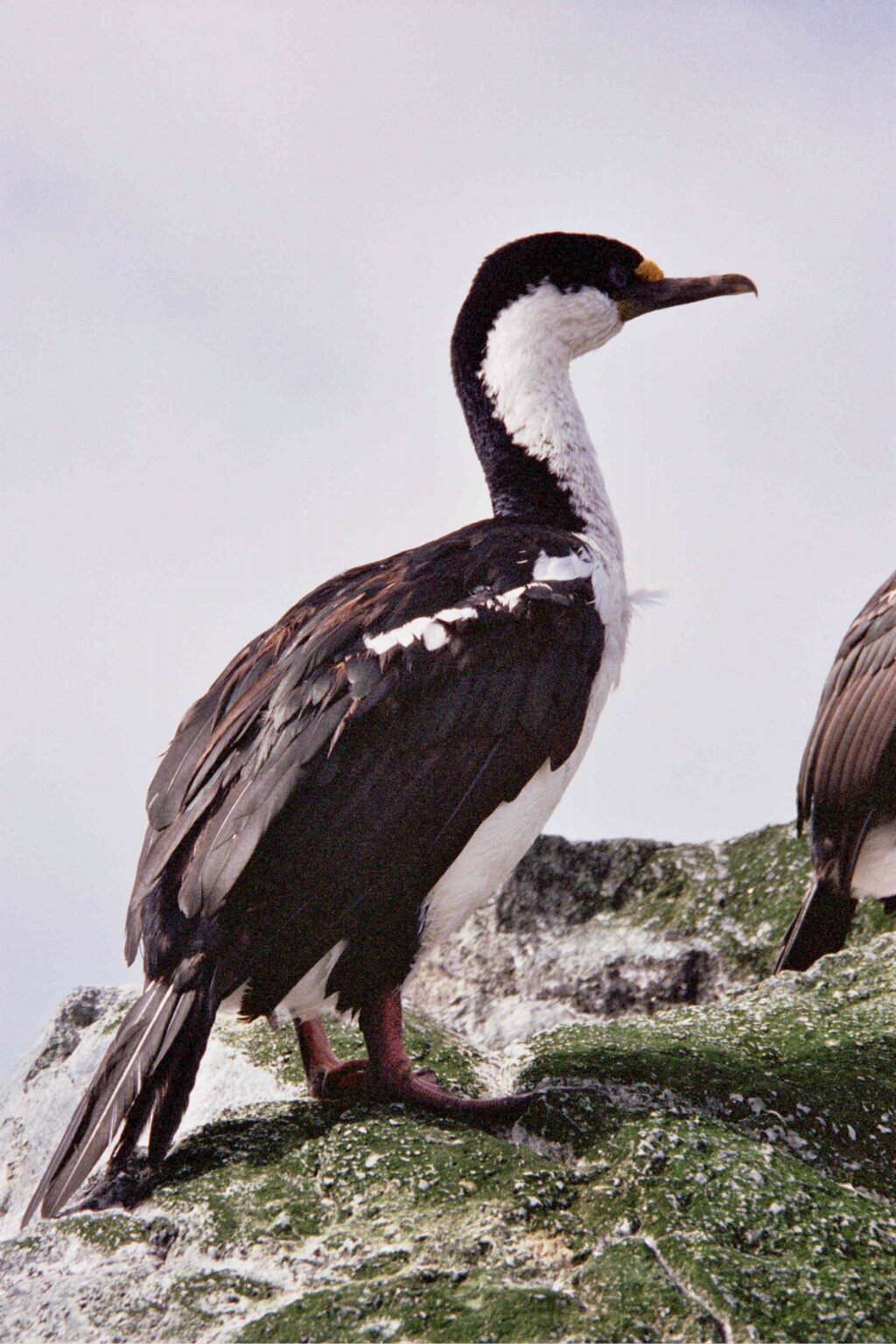
Leucocarbo purpurascens

Leucocarbo là một chi chim thuộc họ Phalacrocoracidae,. Chúng đôi khi được xếp như một thành phần của chi Phalacrocorax

## Danh sách loài
Một số tài liệu xếp chi Leucocarbo gồm 14 loài. Số khác xếp thành 10 loài
- Leucocarbo albiventer
  - Leucocarbo albiventer albiventer
  - Leucocarbo albiventer melanogenis
  - Leucocarbo albiventer purpurascens
- Leucocarbo atriceps
  - Leucocarbo atriceps atriceps
  - Leucocarbo atriceps bransfieldensis
  - Leucocarbo atriceps georgianus
  - Leucocarbo atriceps nivalis
- Leucocarbo bougainvillii
- Leucocarbo bransfieldensis
- Leucocarbo georgianus
- Leucocarbo campbelli
- Leucocarbo carunculatus
- Leucocarbo colensoi
- Leucocarbo chalconotus
- Leucocarbo melanogenis
- Leucocarbo nivalis
- Leucocarbo onslowi
- Leucocarbo purpurascens
- Leucocarbo ranfurlyi
- Leucocarbo verrucosus

Trong trường hợp sau, các phân loài L. albiventer được xếp chung vào loài L. atriceps, như phân loài L. albiventer albiventer sẽ trở thành phân loài L. atriceps albiventer.